# 대한민국의 의용소방대

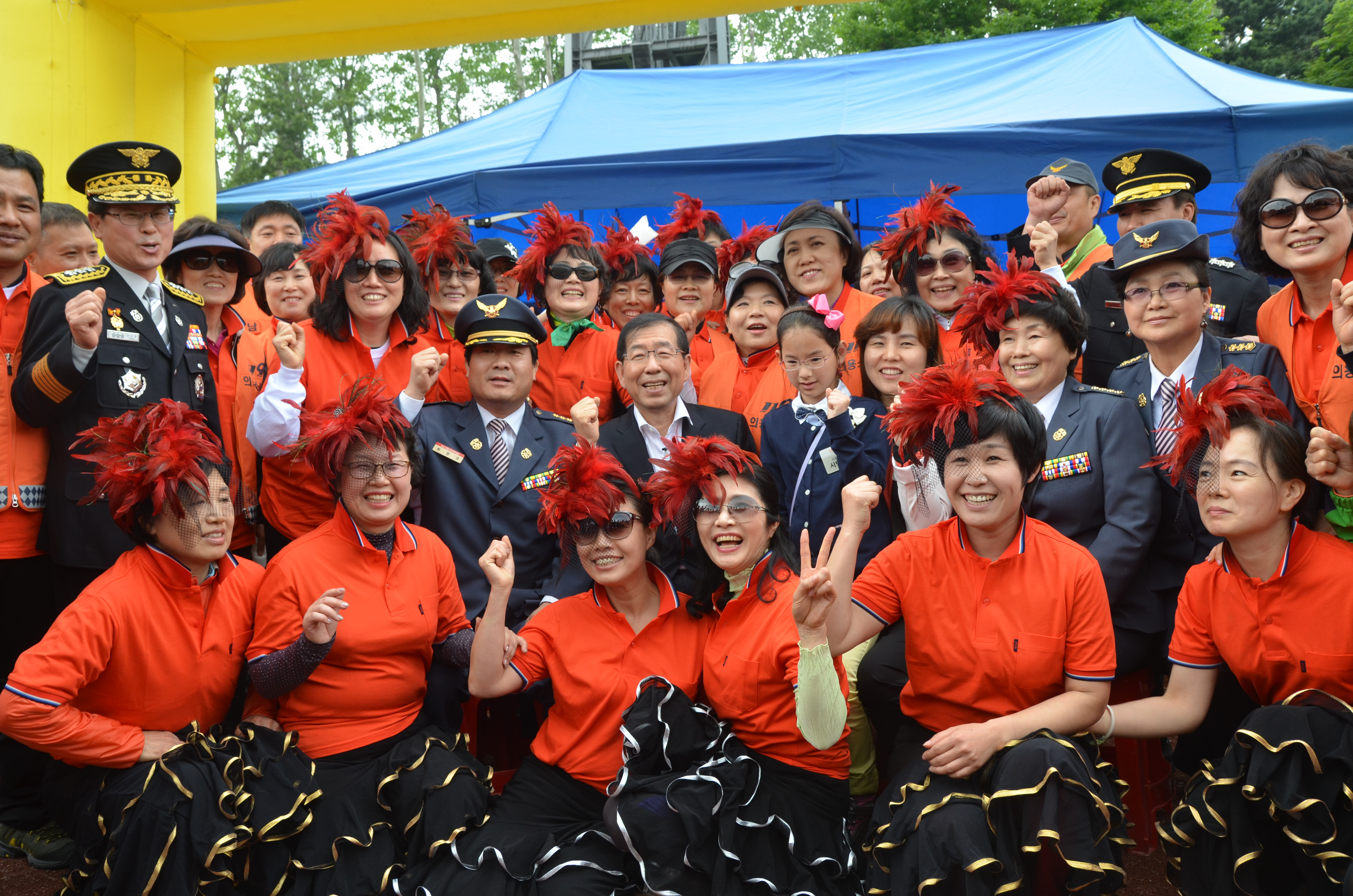
2013년 서울특별시 의용소방대 종합소방기술경연대회

의용소방대(義勇消防隊)는 대한민국의 민간조직으로 비상근으로서 소방활동상 필요에 의하여 소집된 때에는 출동하여 소방본부장 또는 소방서장의 소방업무를 보조하는 자발적인 봉사단체이다.

## 설치 근거
의용소방대 설치 및 운영에 관한 법률에 근거하여 특별시장·광역시장·특별자치시장·도지사·특별자치도지사 또는 소방서장은 재난현장에서 화재진압, 구조·구급 등의 활동과 화재예방활동에 관한 업무를 보조하기 위하여 의용소방대를 설치할 수 있다. 의용소방대는 특별시·광역시·특별자치시·도·특별자치도(이하 "시·도"라 한다), 시·읍 또는 면에 둔다. 시·도지사 또는 소방서장은 필요한 경우 관할 구역을 따로 정하여 그 지역에 의용소방대를 설치할 수 있다. 시·도지사 또는 소방서장은 필요한 경우 제2항 또는 제3항에 따른 의용소방대를 화재진압 등을 전담하는 의용소방대(전담의용소방대)로 운영할 수 있다. 이 경우 관할 구역의 특성과 관할 면적 또는 출동거리 등을 고려하여야 한다.

## 역사
의용소방대는 일제강점기 때, 1939년 마을단위 소방조를 통합하여 도지사 감독하에 경찰서장이 지휘하는 경방단을 설치하면서 조직되었다. 그후 제2차 세계대전에서의 패배로 일제의 통치가 종결되자 경방단이 자동으로 해체되어 다시 소방조가 조직되었다. 정부수립 후 소방대는 소방업무 뿐만 아니라 전후 복구사업 등 정부 시책에 적극 협조하여 활동을 벌여왔으나, 1953년 민병대를 조직하게 됨으로써 해산되어 잠시 동안 민간 자체 소방조직이 전무하였다. 그러나 전후의 혼란 속에서 화재가 빈번하여지자 의용소방대의 필요성이 재인식되어 1954년 1월 전국적으로 의용소방대를 재조직하기에 이르렀으며 1958년 소방법 제정시 의용소방대 설치근거를 마련한 것을 계기로 계속 발전되어 오늘에 이르고 있으며 1975년 민방위 발족 후에는 시·군 조례로 의용 소방대를 조직하여 운영해 오다가 1992년 1월 1일 광역자치체제로 전환되면서 시·도조례에 의한 의용소방대 활동이 새롭게 시작되었다.

## 자격
의용소방대 설치 및 운영에 관한 법률 제3조(의용소방대원의 임명)에 따라 시·도지사 또는 소방서장은 그 지역에 거주 또는 상주하는 주민 가운데 희망하는 사람으로서 다음 각 호의 어느 하나에 해당하는 사람을 의용소방대원으로 임명한다.
1. 관할 구역 내에서 안정된 사업장에 근무하는 사람
2. 신체가 건강하고 협동정신이 강한 사람
3. 희생정신과 봉사정신이 투철하다고 인정되는 사람
4. 「소방시설공사업법」 제28조에 따른 소방기술 관련 자격·학력 또는 경력이 있는 사람
5. 의사·간호사 또는 응급구조사 자격을 가진 사람
6. 기타 의용소방대의 활동에 필요한 기술과 재능을 보유한 사람

## 업무
- 화재, 구조·구급, 산불 등 발생을 인지 또는 통보시 출동하여 소방업무 보조
- 화재취약시기 및 경계근무기간 중 필요시 소방관서 근무
- 소방출동로 확보, 화재예방홍보 활동
- 소년, 소녀 가장, 독거노인 등 불우이웃돕기
- 사회 복지시설 방문 자원봉사 활동 등